# Czas i byt (album)
Czas i byt – czwarty (trzeci studyjny) album muzyczny polskiego zespołu hardcorowego Armia. Wydany został w 1993 roku (zob. 1993 w muzyce). Materiał na płytę nagrano w grudniu 1992 w studio Złota Skała. Okładka pierwszego wydania albumu została źle wydrukowana. Dopiero reedycja z 2004 roku miała poprawną okładkę.

## Lista utworów

### Wydanie Metal Mind Productions (2004)
1. „W niczyjej sprawie”
2. „Archanioły i ludzie” (tekst na podstawie wiersza Józefa Czechowicza „Przemiany”)
3. „Sędziowie”
4. „Nigdzie, teraz tutaj”
5. „Wojny bez łez”
6. „Krótka forma czadowa”
7. „Aguirre”
8. „Niewidzialna armia I + II”
9. „Podróż na wschód”
10. „Exodus”
11. „Trzy znaki”
12. „Święto rewolucji”
13. „Niezwyciężony”
14. „Sygnał”
15. „Wiatr wieje tam gdzie chce”
16. „Hej szara wiara”
17. „Zostaw to”
18. „Jeżeli” (utwór niewymieniony na okładce)
19. „Jestem drzewo, jestem ptak” (utwór niewymieniony na okładce)
20. „Na ulice” (utwór niewymieniony na okładce)

### Wydanie SPV Poland (1993)
1. „W niczyjej sprawie”
2. „Archanioły i ludzie” (tekst na podstawie wiersza Józefa Czechowicza „Przemiany”
3. „Sędziowie”
4. „Nigdzie, teraz tutaj”
5. „Wojny bez łez”
6. „Krótka forma czadowa”
7. „Aguirre”
8. „Niewidzialna armia I + II”
9. „Podróż na wschód”
10. „Exodus”
11. „Trzy znaki”
12. „Święto rewolucji”
13. „Niezwyciężony”
14. „Sygnał”
15. „Wiatr wieje tam gdzie chce”
16. „Hej! szara wiara”
17. „Zostaw to!”

## Autorzy
- Tomasz „Tom” Budzyński – wokal
- Robert „Robin” Brylewski – gitara, wokal
- Piotr „Stopa” Żyżelewicz – bębny, wokal
- Dariusz „Maleo” Malejonek – gitara basowa, wokal
- Krzysztof „Banan” Banasik – waltornia, klawisze, wokal, gitara basowa, dzwonki, flet zakopiański

oraz gościnnie
- Piotr „Sam” Subotkiewicz – flet
- Aleksander Dziki – chórek